# Traversodòntids
Els traversodòntids (Traversodontidae) són una família extinta de sinàpsids teràpsids que visqueren durant el Triàsic. Se n'han trobat restes fòssils a Àfrica, Europa i Sud-amèrica. Aparegueren al Triàsic inferior en allò que avui en dia és l'Argentina i ràpidament es convertiren en un dels grups més abundants i diversos de tetràpodes herbívors del seu temps, tot i que patiren un greu retrocés en una extinció cap a finals del Carnià.